# زرنيخيد الزنك
زرنيخيد الزنك هو مركب كيميائي لاعضوي صيغته Zn3As2، ويوجد على هيئة صلب رمادي فضي.

## التحضير
يحضر هذا المركب من التفاعل المباشر للعنصرين المكوّنين: الزرنيخ والزنك عند درجة حرارة مقدارها 700 °س:
{\displaystyle \mathrm {3\ Zn+2\ As\longrightarrow Zn_{3}As_{2}} }

## الخواص
يوجد المركب في الشروط القياسية على هيئة صلب رمادي فضي، وهو غير منحل في الماء، وعند تفاعله مع الأحماض فإنه يتفكك مشكّلاً الأرسين (هيدريد الزرنيخ):
{\displaystyle \mathrm {Zn_{3}As_{2}+H_{2}SO_{4}\longrightarrow 3\ ZnSO_{4}+2\ AsH_{3}} }
يتميز هذا المركب بخواص شبه موصلة، وتبلغ قيمة فجوة النطاق الطاقيّة له مقدار 1.0 إلكترون فولت (eV).